# 20858 Cuirongfeng
20858 Cuirongfeng è un asteroide della fascia principale. Scoperto nel 2000, presenta un'orbita caratterizzata da un semiasse maggiore pari a 2,6251092 UA e da un'eccentricità di 0,0388417, inclinata di 1,99760° rispetto all'eclittica.